# Dindigul
Dindigul là một thành phố và khu đô thị của quận Dindigul thuộc bang Tamil Nadu, Ấn Độ.

## Địa lý
Dindigul có vị trí 10°21′B 77°57′Đ / 10,35°B 77,95°Đ Nó có độ cao trung bình là 268 mét (879 feet).

## Nhân khẩu
Theo điều tra dân số năm 2001 của Ấn Độ, Dindigul có dân số 196.619 người. Phái nam chiếm 50% tổng số dân và phái nữ chiếm 50%. Dindigul có tỷ lệ 79% biết đọc biết viết, cao hơn tỷ lệ trung bình toàn quốc là 59,5%: tỷ lệ cho phái nam là 84%, và tỷ lệ cho phái nữ là 74%. Tại Dindigul, 10% dân số nhỏ hơn 6 tuổi.